# Floris V van Holland

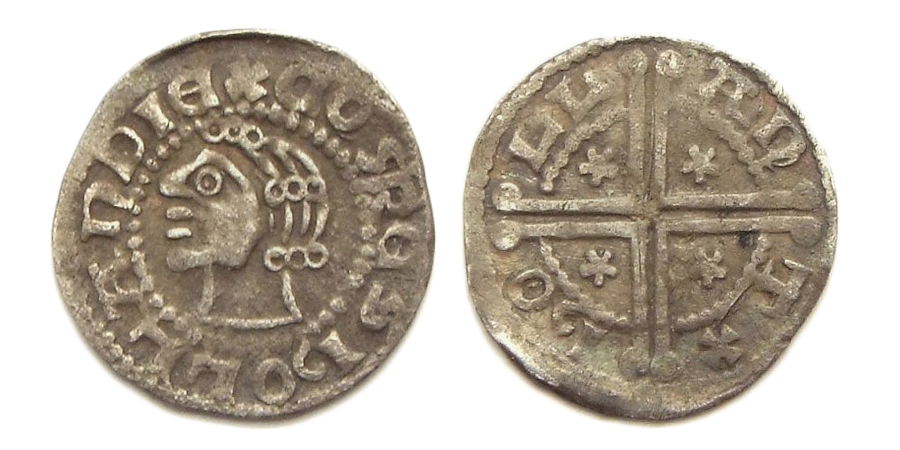
Holland, penning of 'kopje' met portret van Floris V

Floris V (Leiden, 24 juni 1254 – Muiderberg, 27 juni 1296), bijgenaamd der keerlen god (god van de kerels, van de gewone man), was graaf van Holland en Zeeland en vanaf 1291 liet hij zich 'heer van Friesland' noemen, ofschoon hij alleen in West-Friesland feitelijke macht uitoefende. Floris V was de zoon van Willem II van Holland en Elisabeth van Brunswijk.

## Chronologie van Floris' leven
- 1254 - Geboren op de plek waar nu de Lokhorstkerk in Leiden staat.
- 1256 - Slechts twee jaar oud volgt hij als graaf van Holland in naam zijn vader, Willem II van Holland, op die is gesneuveld bij Hoogwoud. De regering wordt voorlopig gevoerd door zijn oom Floris de Voogd.
- 1266 - Op twaalfjarige leeftijd wordt hij meerderjarig verklaard en neemt hij daadwerkelijk het bestuur over. Zijn moeder overlijdt en wordt in Middelburg begraven.
- 1268 - Geeft de riddermonniken van de Duitse Orde het recht de pastoors te benoemen van de Leidse Pieterskerk.[2]
- 1269 - Huwelijk met Beatrix van Vlaanderen, dochter van graaf van Vlaanderen Gwijde van Dampierre
- 1272 - Een veldtocht tegen de West-Friezen mislukt.
- 1272 - Geeft Gouda stadsrechten.
- 1273 - Geeft Vlaardingen stadsrechten.
- 1274 - Maakt een einde aan een opstand van de Kennemers en de boeren van Water- en Amstelland.
- 1275 - Verleent een tolprivilege aan Amsterdam (27 oktober). Daarmee wordt de stad voor het eerst genoemd.
- 1277 - Ontvangt op 11 januari in Den Bosch de ridderslag van hertog Jan I van Brabant. Hij probeert een verbond te sluiten met Vlaanderen.
- 1278 - Maakt zich met geweld van de opstandige stad Utrecht meester.
- 1279 - Richt op 25 juli in de Ridderzaal te Den Haag de ridderorde van St. Jacob op. Hij benoemt twaalf edelen tot Ridder.
- 1279 - Jan van Nassau geeft hem het Nedersticht in pand.
- 1280 - Laat het Muiderslot bouwen. Hij belegert in mei kasteel Vreeland, neemt Gijsbrecht van Amstel gevangen en brengt hem naar Zeeland over. Hij neemt Montfoort in, dat aan Herman van Woerden was verpand. Die vlucht naar het buitenland.
- 1281 - Laat zijn dochter Margaretha met de Engelse troonopvolger Alfonso (gestorven 1284) verloven.
- 1282 - Onderneemt opnieuw een tocht tegen de West-Friezen. Hij landt met een vloot in Wijdenes, verslaat de West-Friezen na een veldslag bij Schellinkhout en onderwerpt hen. Hij vindt het stoffelijk overschot van zijn vader in Hoogwoud en begraaft dit in Middelburg.
- 1283 - Steunt hertog Jan I van Brabant in diens strijd om het hertogdom Limburg.
- 1285 - Verzoent zich met Gijsbrecht van Amstel, die vijf jaar gevangen is geweest. Hij laat zijn zoontje Jan met Elisabeth, de dochter van de Engelse koning Eduard I van Engeland verloven.
- 1287-1288 - Na de Sint-Luciavloed weet hij West-Friesland te onderwerpen en laat hij Kasteel Radboud bouwen. In 1288 verzoent hij zich met Herman van Woerden, die acht jaar verbannen is geweest.
- 1290 - Bij Biervliet wordt hij in opdracht van zijn schoonvader Gwijde van Dampierre gevangengenomen door Zeeuwse edelen.
- 1291 - Laat zich 'heer van Friesland' noemen.
- 1292 - Verneemt dat zijn aanspraken op de Schotse troon niet zijn gehonoreerd. John Balliol wordt de nieuwe Schotse koning en loopt in 1295 over naar de Franse koning Filips IV van Frankrijk.
- 1294 - Vervult op 10 augustus een sleutelrol in het verdrag van Dordrecht, waarbij het bondgenootschap tussen de Engelse koning Edward en de Duitse koning Adolf van Nassau wordt bezegeld.[3]
- 1295 - In de zomer wordt graaf Robert II van Artesië er door de Franse koning op uit gestuurd Floris V voor de Franse partij te werven.
- 1296 - Verruilt op 9 januari 1296 het Engelse voor het Franse kamp. Zijn vrouw Beatrix sterft op 23 maart. In juni wordt hij gevangengenomen. Hij wordt op de vijfde dag van de ontvoering, op 27 juni 1296, gedood door Gerard van Velsen, Diederik, een 'knaap' van Herman VI van Woerden en een derde onbekende. De mannen achter de schermen van de ontvoering en uiteindelijke dood van Floris zouden Gwijde van Dampierre, graaf van Vlaanderen, hertog Jan I van Brabant en koning Eduard I van Engeland zijn.

## Dynastieke voorgeschiedenis
Floris V was de zoon van graaf Willem II, die tevens rooms-koning was. Via zijn bet-overgrootmoeder Ada van Schotland was hij verwant met het Schotse koningshuis. Bij zijn politieke optreden probeerde hij gebruik te maken van deze connectie.
Op tweejarige leeftijd werd hij graaf van Holland en Zeeland. Zijn vader was een half jaar daarvoor gedood door de West-Friezen. Zijn oom, Floris de Voogd, nam voogdij over hem op zich. Zijn tante Aleida van Henegouwen nam kort daarna de voogdij over na de dood van Floris de Voogd (maart 1258). Zijn ridderlijke opvoeding kreeg hij tussen 1261 en 1266 waarschijnlijk van Albert van Voorne, de burggraaf van Zeeland. Op Voorne kwam Floris in contact met Jacob van Maerlant, die er in dezelfde periode verbleef. Op twaalfjarige leeftijd, in 1266, werd de jonge Floris officieel meerderjarig verklaard, en op 14-jarige leeftijd trad hij in het huwelijk met Beatrix van Vlaanderen, de dochter van Gwijde van Dampierre.

## Politiek
Floris had grote ambities en streefde er voortdurend naar zijn macht te vergroten. Zijn eerste wapenfeit was het neerslaan van de Opstand der Kennemers. Vervolgens wilde hij wraak nemen op de Friezen omdat zijn vader tijdens een veldtocht tegen de Friezen door hen was gedood. Toen hij in 1282 de Friezen in West-Friesland had verslagen, vond hij het lichaam van zijn vader, en liet hij zich 'Heer van Friesland' noemen. Zijn pogingen ook het andere gedeelte van Friesland (gebieden in de huidige provincie Friesland) in te nemen liepen echter op niets uit. Een eerste invasie mislukte door het slechte weer en aan zijn tweede veldtocht hield hij uiteindelijk alleen een bruggenhoofd in Friesland over. 

### Schotse troon
Na de dood van koning Alexander III van Schotland in 1286 wierp Floris zich op als Schots troonpretendent. De betovergrootmoeder van Floris was Ada van Schotland, dochter van de voortijdig overleden kroonprins Hendrik van Schotland. Floris maakte echter niet als enige aanspraak op de troon; er waren dertien pretendenten. Ondanks zijn zwakke familieband met Alexander III ging Floris toch naar de vergadering, in Norham op de 10e van de bloeimaand (mei). Hij werd als eerste in de gelegenheid gesteld om zijn recht op de troon te verdedigen. Koning Eduard I van Engeland bleek daarbij geen bondgenoot, maar een rivaal te zijn, die erin slaagde om Schotland onder Engelse invloed te brengen, zij het slechts gedeeltelijk en tijdelijk.
Een andere manier om zijn ambities gestalte te geven blijkt uit Floris' streven om Zeeland Bewestenschelde bij zijn grondgebied in te lijven. Dit doel probeerde hij op verschillende manieren te bereiken. Eerst trachtte hij dit met steun van koning Eduard I van Engeland, later met de hulp van de Fransen. Uiteindelijk wist hij het aanzien van Holland enorm te vergroten. Een groot deel van de huidige buitengrenzen van Noord- en Zuid-Holland samen is toen vastgesteld.

### Complot
Het ging fout toen Floris zijn Engelse bondgenoot Eduard I in 1296 wegens een conflict over de wolhandel aan de kant zette ten gunste van de Franse bondgenoot Filips IV. De Engelse koning zou enkele ontevreden edelen hebben gevraagd Floris gevangen te nemen. Tijdens een valkenjacht - volgens sommige geschiedschrijvers bij de Egelshoek - werd Floris gevangengenomen door Gijsbrecht van Amstel, Herman VI van Woerden, Willem van Zaanden, Arent van Benschop, Gerard van Craayenhorst, Willem van Teylingen en Gerard van Velsen. Het nieuws van zijn gevangenneming lekte echter snel uit, en onder het volk, waar Floris erg populair was, ontwikkelde zich het plan hem te bevrijden. Gijsbrecht van Amstel was vermoedelijk al op 23 juni uitgeweken naar Brabant en niet op het Muiderslot aanwezig geweest. Ook Herman van Woerden was waarschijnlijk op de fatale dag van de moord niet aanwezig en naar Brabant gevlucht. Toen de edelen met hun gevangene op 27 juni 1296 het Muiderslot verlieten met Van Velsen en enkele schildknapen voorop als verkenners, kwamen ze, volgens de overlevering, aldus Buisman in  zijn boek Duizend jaar weer, bij de tegenwoordige Hakkelaarsbrug te Muiderberg een groep Gooilanders uit Naarden tegen die Floris in levenden lijve kwamen opeisen. Hierop reed Gerard van Velsen terug, trok zijn zwaard en doodde graaf Floris. Floris was weerloos doordat in zijn mond een handschoen was gepropt, zijn handen en voeten vastgebonden en zijn vingers gekloofd of gespleten waren. Toen Van Velsen zijn zwaard trok, steigerde het paard van schrik, waardoor Floris door de eerste zwaardslag zijn beide handen verloor en zijdelings van het paard viel. Van Velsen liep op Floris toe en bleef op hem insteken, gevolgd door twee anderen. Vervolgens namen de ontvoerders de vlucht. Floris werd naar het buitenverblijf Florisberg te Muiderberg gebracht, waar hij bezweek aan de toegebrachte 22 steekwonden.
Gerard van Velsen werd later gepakt, gemarteld en ter dood gebracht. Gijsbrecht van Amstel (de vierde met die naam uit het bekende geslacht van de Heren van Amstel) en Herman van Woerden sleten de rest van hun leven als ballingen en verloren al hun bezittingen.

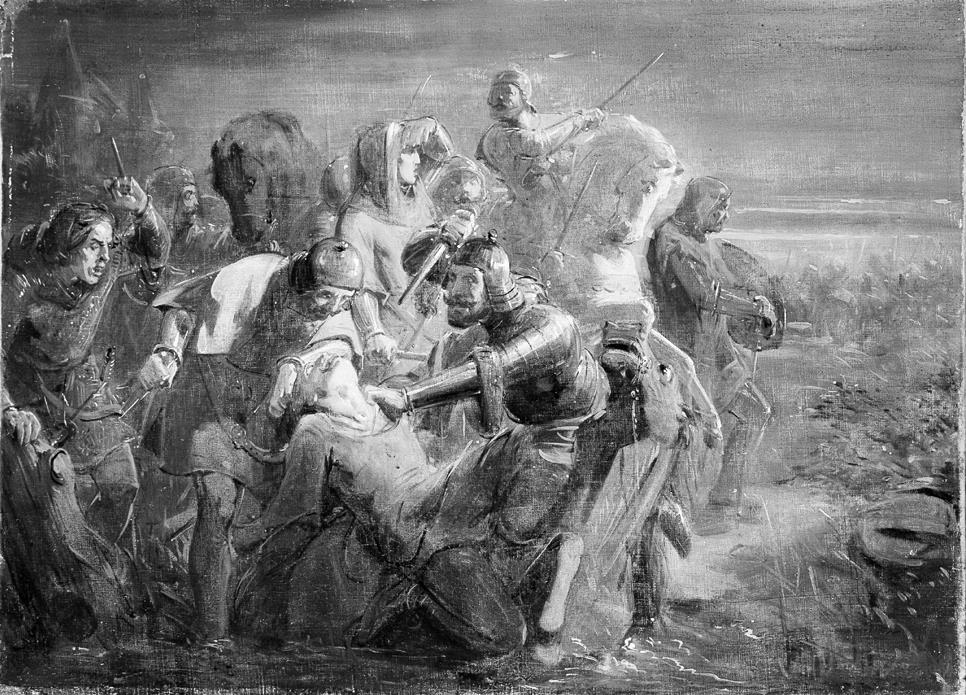
Anno 1296. Dood van Graaf Floris V (Johannes Hinderikus Egenberger, 19e eeuw)

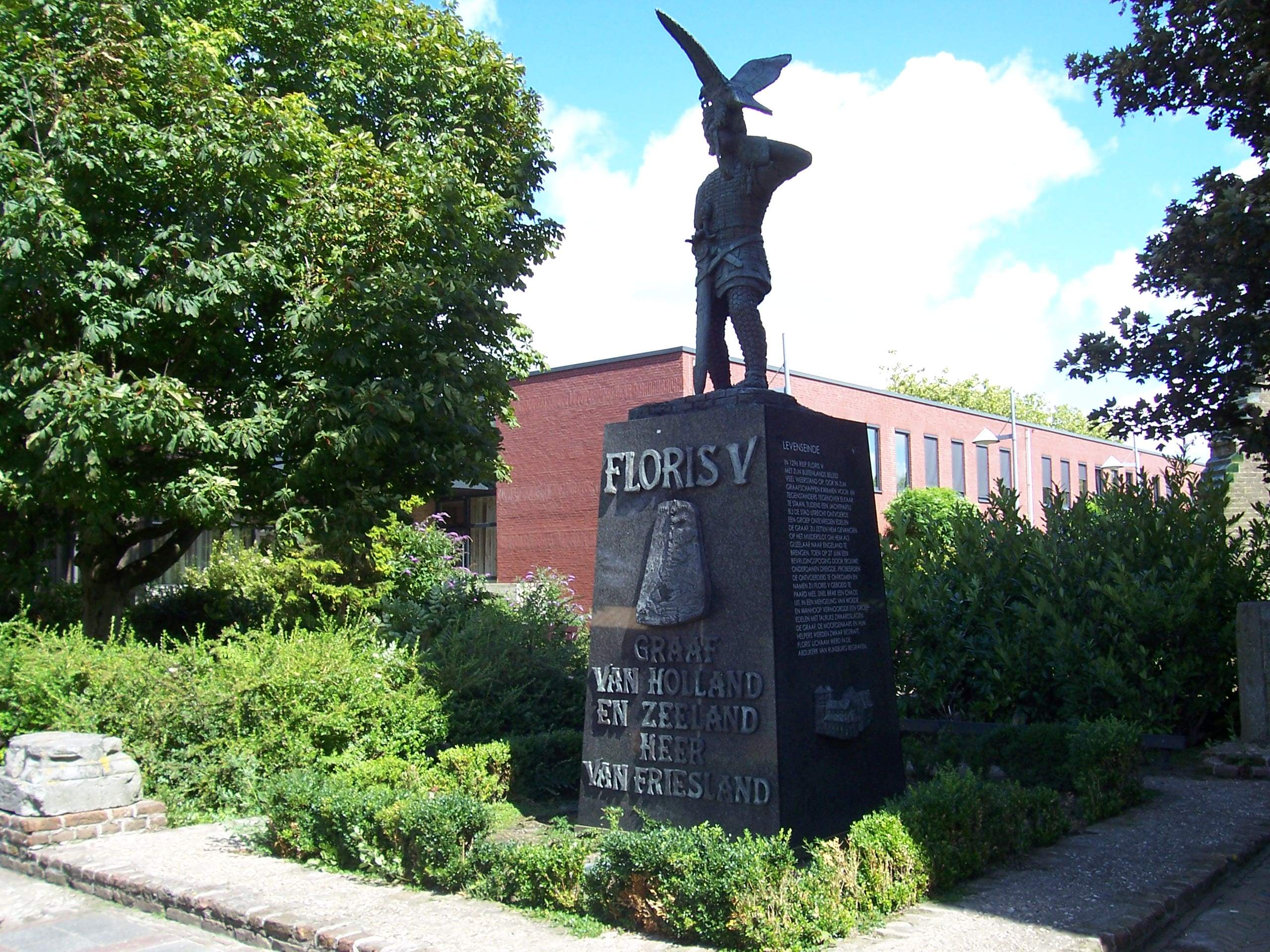
Beeld te Rijnsburg, gemeente Katwijk (Zuid-Holland).

In de Grote of Sint-Laurenskerk in Alkmaar staat een kist met daarbij een plaquette uit de 17e eeuw waarop staat dat de kist de ingewanden bevat van Floris V en dat hij in deze kerk begraven is vóór het hoofdaltaar onder een "wittige steen". Floris V werd door de Naardingers dood aangetroffen, gebalsemd en per schip naar de oude kerk van Alkmaar gebracht, waar hij onder de zerk een tijdelijk graf kreeg. Zijn zoon, Jan I, bracht zijn stoffelijk overschot begin april 1297 na de Slag bij Vronen over naar de abdij van Rijnsburg. De oude kerk van Alkmaar werd in de 15e eeuw vervangen door de Grote Kerk, maar de tombe van Floris bleef bewaard. Het werkelijke graf van de graaf verdween toen de abdijkerk in Rijnsburg in 1574 werd verwoest.

## Nalatenschap
De politiek van Floris stond grotendeels in het teken van het vergroten van zijn macht en van zijn dynastieke ambities. Van dat laatste is niet veel terechtgekomen. Bij zijn dood liet hij een minderjarige zoon achter, Jan I van Holland. Deze stierf echter al op 15-jarige leeftijd. Met diens dood kwam een einde aan het Hollandse huis. Voorts had hij alleen onechte kinderen: Witte van Haemstede en Catharina. De graventitel ging naar de graaf van Henegouwen, waardoor Holland voortaan geregeerd werd door Henegouwse heren van het huis Avesnes.
Volgens de historiografie was Floris zeer populair bij het volk, waaraan hij zijn bijnaam 'der keerlen god' dankte. Aan hem wordt, ondanks zijn strijd tegen de Friezen, een relatief vreedzaam regime toegeschreven, naast modernisering van het bestuur, bevordering van de handel, behartiging van de belangen van de boeren ten koste van de adel, en inpoldering van Hollandse wateren.
Na zijn dood vielen de Friezen de 'dwangburchten' aan, die hij had laten bouwen. Onder meer het huis te Wijdenes, veste de Nieuwendoorn en kasteel Medemblik werden bestormd.
Floris' populariteit bij de boeren komt waarschijnlijk voort uit zijn streven andere lokale machthebbers dwars te zitten. Het leven van Floris V is gedetailleerd beschreven door zijn tijdgenoot en biograaf Melis Stoke in zijn Hollandse Rijmkroniek. Dit is de belangrijkste informatiebron over Floris, maar geen geschiedschrijving in de moderne zin des woords. Waarschijnlijk moet de Rijmkroniek als hagiografie opgevat worden, waarin Floris beter naar voren komt dan hij in werkelijkheid was. Dat positieve beeld kwam voort uit de tweede helft 18e eeuw, toen men aan orangistische kant de stadhouder als beschermer van het gewone volk tegen de regenten ging zien. Bilderdijk dichtte in 1788 zijn Floris de Vijfde, waarin de graaf extreem werd opgehemeld. Van verkrachter en onderdrukker der edelen werd Floris een martelaar voor de zaak van de boeren en burgers.
Floris V is meermalen stof geweest voor literaire werken en andere cultuuruitingen. Zijn gewelddadige dood werd door Pieter Corneliszoon Hooft (Geeraerdt van Velsen) en Joost van den Vondel (Gijsbrecht van Aemstel) in toneelstukken gedramatiseerd. Opvallend is dat Floris in Geeraerdt eerder een schurk dan een held is. Volgens sommige bronnen zou Floris de dochter van Van Velsen hebben verkracht. In Hoofts toneelstuk is dit de aanleiding voor de ontvoering van en moord op Floris. De werkelijke oorzaak van het drama zal zijn gang naar Parijs zijn geweest toen hij zich begin januari 1296, met de Franse koning verbond tegen zijn vijanden. In twintigste-eeuwse werken krijgt Floris V wel de heldenrol die hem ook vandaag nog vaak wordt toebedeeld.

## Binnenhof
De vader van Floris was begonnen met de bouw van het Binnenhof in Den Haag als paleis bij zijn status als Rooms-Koning, en beoogd keizer. Het Binnenhof is door Floris afgebouwd om zijn dynastieke ambities gestalte te geven. Dit gebouw moest het centrum worden van zijn macht, en er zijn dan ook vele verwijzingen te vinden naar die ambities. Deze verwijzingen bestaan uit symbolen die zijn koninklijke status moesten benadrukken. Ook het kasteel Radboud in Medemblik is in opdracht van Floris V gebouwd.

## Huwelijk en kinderen
In het jaar 1269 trouwde hij op veertienjarige leeftijd met Beatrix van Vlaanderen (Brugge, ca. 1253 - 23 maart 1296). Zij was een dochter van Gwijde van Dampierre en Mathilde van Béthune.
Uit zijn huwelijk met Beatrix werden de volgende kinderen geboren:
- Dirk, op jonge leeftijd overleden
- Floris, op jonge leeftijd overleden
- Willem, op jonge leeftijd overleden
- Otto, op jonge leeftijd overleden
- Willem, tweede kind met deze naam, op jonge leeftijd overleden
- Floris, tweede kind met deze naam, op jonge leeftijd overleden
- Beatrix, op jonge leeftijd overleden
- Machteld, op jonge leeftijd overleden
- Elisabeth, op jonge leeftijd overleden
- Margaretha (overleden na 1284). Zij was 5 juli 1281 verloofd met Alfons van Engeland (1273 - 1284). Hij was een zoon van Eduard I van Engeland en Eleonora van Castilië.
- Jan I van Holland

Floris had bovendien de buitenechtelijke kinderen:
- Witte van Haemstede (bij Anna van Heusden)
- Catharina van Holland, zij trouwde op 21 april 1301 met Zweder I van Montfoort.
- Gerard (- voor 28 juli 1327)
- Willem
- Alida
- Pieter
- mogelijk Dirk

## Kwartierstaat
| Willem I van Holland (1168-1222) | Willem I van Holland (1168-1222) | Willem I van Holland (1168-1222) | Willem I van Holland (1168-1222) | Willem I van Holland (1168-1222)  | Willem I van Holland (1168-1222)  | Aleid van Gelre (overleden in 1218) | Aleid van Gelre (overleden in 1218) | Aleid van Gelre (overleden in 1218) | Aleid van Gelre (overleden in 1218) | Aleid van Gelre (overleden in 1218) | Aleid van Gelre (overleden in 1218) |                                   |                                   | Hendrik I van Brabant (ca. 1165-1235) | Hendrik I van Brabant (ca. 1165-1235) | Hendrik I van Brabant (ca. 1165-1235) | Hendrik I van Brabant (ca. 1165-1235) | Hendrik I van Brabant (ca. 1165-1235) | Hendrik I van Brabant (ca. 1165-1235) | Mathilde van Boulogne (ca. 1161-1210) | Mathilde van Boulogne (ca. 1161-1210) | Mathilde van Boulogne (ca. 1161-1210) | Mathilde van Boulogne (ca. 1161-1210) | Mathilde van Boulogne (ca. 1161-1210) | Mathilde van Boulogne (ca. 1161-1210) |  |  | Willem van Lüneburg (1184-1213) | Willem van Lüneburg (1184-1213) | Willem van Lüneburg (1184-1213) | Willem van Lüneburg (1184-1213) | Willem van Lüneburg (1184-1213) | Willem van Lüneburg (1184-1213) | Helena van Denemarken (1180-1233) | Helena van Denemarken (1180-1233) | Helena van Denemarken (1180-1233) | Helena van Denemarken (1180-1233) | Helena van Denemarken (1180-1233)       | Helena van Denemarken (1180-1233)       |                                         |                                         | Albrecht II van Brandenburg (ca. 1175-1220) | Albrecht II van Brandenburg (ca. 1175-1220) | Albrecht II van Brandenburg (ca. 1175-1220) | Albrecht II van Brandenburg (ca. 1175-1220) | Albrecht II van Brandenburg (ca. 1175-1220) | Albrecht II van Brandenburg (ca. 1175-1220) | Mathilde van de Lausnitz (1185-1255) | Mathilde van de Lausnitz (1185-1255) | Mathilde van de Lausnitz (1185-1255) | Mathilde van de Lausnitz (1185-1255) | Mathilde van de Lausnitz (1185-1255) | Mathilde van de Lausnitz (1185-1255) |  |  |  |  |  |  |  |  |  |  |  |  |  |  |  |  |  |  |  |  |  |  |  |  |  |  |  |  |  |  |  |  |  |  |  |  |  |  |  |  |  |  |  |  |  |  |  |  |
| Willem I van Holland (1168-1222) | Willem I van Holland (1168-1222) | Willem I van Holland (1168-1222) | Willem I van Holland (1168-1222) | Willem I van Holland (1168-1222)  | Willem I van Holland (1168-1222)  | Aleid van Gelre (overleden in 1218) | Aleid van Gelre (overleden in 1218) | Aleid van Gelre (overleden in 1218) | Aleid van Gelre (overleden in 1218) | Aleid van Gelre (overleden in 1218) | Aleid van Gelre (overleden in 1218) |                                   |                                   | Hendrik I van Brabant (ca. 1165-1235) | Hendrik I van Brabant (ca. 1165-1235) | Hendrik I van Brabant (ca. 1165-1235) | Hendrik I van Brabant (ca. 1165-1235) | Hendrik I van Brabant (ca. 1165-1235) | Hendrik I van Brabant (ca. 1165-1235) | Mathilde van Boulogne (ca. 1161-1210) | Mathilde van Boulogne (ca. 1161-1210) | Mathilde van Boulogne (ca. 1161-1210) | Mathilde van Boulogne (ca. 1161-1210) | Mathilde van Boulogne (ca. 1161-1210) | Mathilde van Boulogne (ca. 1161-1210) |  |  | Willem van Lüneburg (1184-1213) | Willem van Lüneburg (1184-1213) | Willem van Lüneburg (1184-1213) | Willem van Lüneburg (1184-1213) | Willem van Lüneburg (1184-1213) | Willem van Lüneburg (1184-1213) | Helena van Denemarken (1180-1233) | Helena van Denemarken (1180-1233) | Helena van Denemarken (1180-1233) | Helena van Denemarken (1180-1233) | Helena van Denemarken (1180-1233)       | Helena van Denemarken (1180-1233)       |                                         |                                         | Albrecht II van Brandenburg (ca. 1175-1220) | Albrecht II van Brandenburg (ca. 1175-1220) | Albrecht II van Brandenburg (ca. 1175-1220) | Albrecht II van Brandenburg (ca. 1175-1220) | Albrecht II van Brandenburg (ca. 1175-1220) | Albrecht II van Brandenburg (ca. 1175-1220) | Mathilde van de Lausnitz (1185-1255) | Mathilde van de Lausnitz (1185-1255) | Mathilde van de Lausnitz (1185-1255) | Mathilde van de Lausnitz (1185-1255) | Mathilde van de Lausnitz (1185-1255) | Mathilde van de Lausnitz (1185-1255) |  |  |  |  |  |  |  |  |  |  |  |  |  |  |  |  |  |  |  |  |  |  |  |  |  |  |  |  |  |  |  |  |  |  |  |  |  |  |  |  |  |  |  |  |  |  |  |  |
|                                  |                                  |                                  |                                  |                                   |                                   |                                     |                                     |                                     |                                     |                                     |                                     |                                   |                                   |                                       |                                       |                                       |                                       |                                       |                                       |                                       |                                       |                                       |                                       |                                       |                                       |  |  |                                 |                                 |                                 |                                 |                                 |                                 |                                   |                                   |                                   |                                   |                                         |                                         |                                         |                                         |                                             |                                             |                                             |                                             |                                             |                                             |                                      |                                      |                                      |                                      |                                      |                                      |  |  |  |  |  |  |  |  |  |  |  |  |  |  |  |  |  |  |  |  |  |  |  |  |  |  |  |  |  |  |  |  |  |  |  |  |  |  |  |  |  |  |  |  |  |  |  |  |
|                                  |                                  |                                  |                                  | Floris IV van Holland (1210-1234) | Floris IV van Holland (1210-1234) | Floris IV van Holland (1210-1234)   | Floris IV van Holland (1210-1234)   | Floris IV van Holland (1210-1234)   | Floris IV van Holland (1210-1234)   |                                     |                                     |                                   |                                   |                                       |                                       | Machteld van Brabant (ca. 1200-1267)  | Machteld van Brabant (ca. 1200-1267)  | Machteld van Brabant (ca. 1200-1267)  | Machteld van Brabant (ca. 1200-1267)  | Machteld van Brabant (ca. 1200-1267)  | Machteld van Brabant (ca. 1200-1267)  |                                       |                                       |                                       |                                       |  |  |                                 |                                 |                                 |                                 | Otto het Kind (1204-1252)       | Otto het Kind (1204-1252)       | Otto het Kind (1204-1252)         | Otto het Kind (1204-1252)         | Otto het Kind (1204-1252)         | Otto het Kind (1204-1252)         |                                         |                                         |                                         |                                         |                                             |                                             | Machteld van Brandenburg (1210-1261)        | Machteld van Brandenburg (1210-1261)        | Machteld van Brandenburg (1210-1261)        | Machteld van Brandenburg (1210-1261)        | Machteld van Brandenburg (1210-1261) | Machteld van Brandenburg (1210-1261) |                                      |                                      |                                      |                                      |  |  |  |  |  |  |  |  |  |  |  |  |  |  |  |  |  |  |  |  |  |  |  |  |  |  |  |  |  |  |  |  |  |  |  |  |  |  |  |  |  |  |  |  |  |  |  |  |
|                                  |                                  |                                  |                                  | Floris IV van Holland (1210-1234) | Floris IV van Holland (1210-1234) | Floris IV van Holland (1210-1234)   | Floris IV van Holland (1210-1234)   | Floris IV van Holland (1210-1234)   | Floris IV van Holland (1210-1234)   |                                     |                                     |                                   |                                   |                                       |                                       | Machteld van Brabant (ca. 1200-1267)  | Machteld van Brabant (ca. 1200-1267)  | Machteld van Brabant (ca. 1200-1267)  | Machteld van Brabant (ca. 1200-1267)  | Machteld van Brabant (ca. 1200-1267)  | Machteld van Brabant (ca. 1200-1267)  |                                       |                                       |                                       |                                       |  |  |                                 |                                 |                                 |                                 | Otto het Kind (1204-1252)       | Otto het Kind (1204-1252)       | Otto het Kind (1204-1252)         | Otto het Kind (1204-1252)         | Otto het Kind (1204-1252)         | Otto het Kind (1204-1252)         |                                         |                                         |                                         |                                         |                                             |                                             | Machteld van Brandenburg (1210-1261)        | Machteld van Brandenburg (1210-1261)        | Machteld van Brandenburg (1210-1261)        | Machteld van Brandenburg (1210-1261)        | Machteld van Brandenburg (1210-1261) | Machteld van Brandenburg (1210-1261) |                                      |                                      |                                      |                                      |  |  |  |  |  |  |  |  |  |  |  |  |  |  |  |  |  |  |  |  |  |  |  |  |  |  |  |  |  |  |  |  |  |  |  |  |  |  |  |  |  |  |  |  |  |  |  |  |
|                                  |                                  |                                  |                                  |                                   |                                   |                                     |                                     |                                     |                                     | Willem II van Holland (1227-1256)   | Willem II van Holland (1227-1256)   | Willem II van Holland (1227-1256) | Willem II van Holland (1227-1256) | Willem II van Holland (1227-1256)     | Willem II van Holland (1227-1256)     |                                       |                                       |                                       |                                       |                                       |                                       |                                       |                                       |                                       |                                       |  |  |                                 |                                 |                                 |                                 |                                 |                                 |                                   |                                   |                                   |                                   | Elisabeth van Brunswijk (ca. 1235-1266) | Elisabeth van Brunswijk (ca. 1235-1266) | Elisabeth van Brunswijk (ca. 1235-1266) | Elisabeth van Brunswijk (ca. 1235-1266) | Elisabeth van Brunswijk (ca. 1235-1266)     | Elisabeth van Brunswijk (ca. 1235-1266)     |                                             |                                             |                                             |                                             |                                      |                                      |                                      |                                      |                                      |                                      |  |  |  |  |  |  |  |  |  |  |  |  |  |  |  |  |  |  |  |  |  |  |  |  |  |  |  |  |  |  |  |  |  |  |  |  |  |  |  |  |  |  |  |  |  |  |  |  |
|                                  |                                  |                                  |                                  |                                   |                                   |                                     |                                     |                                     |                                     | Willem II van Holland (1227-1256)   | Willem II van Holland (1227-1256)   | Willem II van Holland (1227-1256) | Willem II van Holland (1227-1256) | Willem II van Holland (1227-1256)     | Willem II van Holland (1227-1256)     |                                       |                                       |                                       |                                       |                                       |                                       |                                       |                                       |                                       |                                       |  |  |                                 |                                 |                                 |                                 |                                 |                                 |                                   |                                   |                                   |                                   | Elisabeth van Brunswijk (ca. 1235-1266) | Elisabeth van Brunswijk (ca. 1235-1266) | Elisabeth van Brunswijk (ca. 1235-1266) | Elisabeth van Brunswijk (ca. 1235-1266) | Elisabeth van Brunswijk (ca. 1235-1266)     | Elisabeth van Brunswijk (ca. 1235-1266)     |                                             |                                             |                                             |                                             |                                      |                                      |                                      |                                      |                                      |                                      |  |  |  |  |  |  |  |  |  |  |  |  |  |  |  |  |  |  |  |  |  |  |  |  |  |  |  |  |  |  |  |  |  |  |  |  |  |  |  |  |  |  |  |  |  |  |  |  |
|                                  |                                  |                                  |                                  |                                   |                                   |                                     |                                     |                                     |                                     |                                     |                                     |                                   |                                   |                                       |                                       |                                       |                                       |                                       |                                       |                                       |                                       |                                       |                                       | Floris V van Holland (1254-1296)      |                                       |  |  |                                 |                                 |                                 |                                 |                                 |                                 |                                   |                                   |                                   |                                   |                                         |                                         |                                         |                                         |                                             |                                             |                                             |                                             |                                             |                                             |                                      |                                      |                                      |                                      |                                      |                                      |  |  |  |  |  |  |  |  |  |  |  |  |  |  |  |  |  |  |  |  |  |  |  |  |  |  |  |  |  |  |  |  |  |  |  |  |  |  |  |  |  |  |  |  |  |  |  |  |

- Bibliothèque nationale de France: cb14608168k (data)
- Biografisch Portaal: 99370363
- Digitale Bibliotheek voor de Nederlandse Letteren: flor004
- Gemeinsame Normdatei: 119360675
- International Standard Name Identifier: 0000 0001 1767 6136
- Library of Congress Control Number: n79100684
- Nationale bibliotheek van Australië: 47753328
- Nederlandse Thesaurus van Auteursnamen: 070127832
- Système universitaire de documentation: 128057858
- Trove: 1487439
- Virtual International Authority File: 65286648
- WorldCat: E39PBJcKQQH9KTQwbyTvDTrrMP